# سيمون مانلي
سيمون مانلي (بالإنجليزية: Simon Manley)‏ هو دبلوماسي بريطاني، ولد في 18 سبتمبر 1967 في المملكة المتحدة.